# Condado de Wieliczka
Condado de Wieliczka (polaco: powiat wielicki) é um powiat (condado) da Polónia, na voivodia da Pequena Polónia. A sede do condado é a cidade de Wieliczka. Estende-se por uma área de 429,2 km², com 106 598 habitantes, segundo o censo de 2007, com uma densidade de 247,6 hab/km².

## Divisões admistrativas
O condado possui:
Comunas urbana-rurais: Niepołomice, Wieliczka
Comunas rurais: Biskupice, Gdów, Kłaj
Cidades: Niepołomice, Wieliczka.

## Demografia
População (dados de 31 de Novembro de 2007):
|          | Total   | Total | Mulheres | Mulheres | Homens  | Homens |
| -------- | ------- | ----- | -------- | -------- | ------- | ------ |
|          | pessoas | %     | pessoas  | %        | pessoas | %      |
| Total    | 106 598 | 100   | 54 773   | 51,4     | 51 825  | 48,6   |
| Cidades  | 28 014  | 100   | 14 675   | 52,4     | 13 339  | 47,6   |
| Povoados | 78 584  | 100   | 40 098   | 51,0     | 38 486  | 49,0   |